# 阿茨托夫斯基灣
62°9′S 58°29′W / 62.150°S 58.483°W
阿茨托夫斯基灣（波蘭語：Zatoka Arctowskiego），是南極洲的海灣，位於南設得蘭群島的喬治王島，處於湯馬斯角東南面，由波蘭探險隊以該國氣象學家命名，現時由南極條約體系管理。